# Jean-Pierre Timbaud

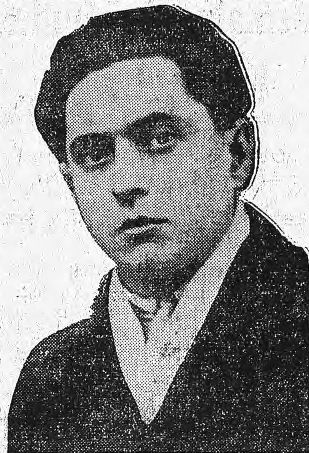
Jean-Pierre Timbaud (20. April 1933)

Jean-Pierre Timbaud (* 29. September 1904 in Payzac (Dordogne); † 22. Oktober 1941 in Châteaubriant) war gelernter Metallarbeiter und Sekretär der kommunistischen französischen Gewerkschaft CGT. Während des Zweiten Weltkriegs schloss er sich der Résistance an und setzte im Geheimen die Gewerkschaftsarbeit fort.
Am 22. Oktober 1941 wurde er zusammen mit 26 anderen Geiseln von den deutschen Besatzern Frankreichs in einem Internierungslager bei Châteaubriant als Vergeltung für einen Mord an einem deutschen Offizier in Nantes erschossen.
In Paris, Limoges, und einigen anderen französischen Ortschaften trägt eine Straße den Namen Rue Jean-Pierre Timbaud.
Am 27. Oktober 1980 erhielt in Frankfurt (Oder) die 21. Polytechnische Oberschule (später 8. Gesamtschule) den Namen des französischen Widerstandskämpfers. Außerdem trug in Berlin die heutige Fredersdorfer Straße für kurze Zeit (1989 bis 1991) den Namen Timbaudstraße.
| Personendaten    | Personendaten                                                |
| ---------------- | ------------------------------------------------------------ |
| NAME             | Timbaud, Jean-Pierre                                         |
| KURZBESCHREIBUNG | französischer Widerstandskämpfer und Gewerkschaftsfunktionär |
| GEBURTSDATUM     | 29. September 1904                                           |
| GEBURTSORT       | Payzac (Dordogne)                                            |
| STERBEDATUM      | 22. Oktober 1941                                             |
| STERBEORT        | Châteaubriant                                                |